# Josh Risdon
Joshua Robert ("Josh") Risdon (Bunbury, 27 juli 1992) is een Australisch voetballer die doorgaans speelt als rechtsback. In juli 2024 verruilde hij Western United voor Perth Glory. Risdon maakte in 2015 zijn debuut in het Australisch voetbalelftal.

## Clubcarrière
Rison speelde in de jeugd van ECU Joondalup en bij het Football West National Training Centre alvorens hij in 2009 terechtkwam bij Perth Glory. Zijn debuut in het eerste elftal maakte de vleugelverdediger op 28 november 2010, toen met 1–1 gelijkgespeeld werd op bezoek bij North Queensland Fury door doelpunten van Robbie Fowler en Mark Hughes. Risdon mocht in de basis beginnen en hij speelde het gehele duel mee. Zijn eerste doelpunt volgde op 23 maart 2013, op bezoek bij Melbourne Victory. Bij een gelijke stand van 2–2 was Risdon in de vierde minuut van de blessuretijd verantwoordelijk voor de winnende treffer. In de zomer van 2017 maakte de Australiër de overstap naar Western Sydney Wanderers, waar hij zijn handtekening zette onder een verbintenis voor de duur van twee seizoenen. Na twee seizoenen werd Western United zijn nieuwe werkgever. In het seizoen 2021/22 werd hij met Western United Australisch landskampioen. Medio 2024 keerde Risdon, wiens contract was afgelopen, transfervrij terug naar Perth Glory.

## Clubstatistieken
| Seizoen | Club                     | Competitie | Competitie | Competitie | Beker | Beker | Internationaal | Internationaal | Totaal | Totaal |
| Seizoen | Club                     | Competitie | Wed.       | Dlp.       | Wed.  | Dlp.  | Wed.           | Dlp.           | Wed.   | Dlp.   |
| ------- | ------------------------ | ---------- | ---------- | ---------- | ----- | ----- | -------------- | -------------- | ------ | ------ |
| 2010/11 | Perth Glory              | A-League   | 6          | 0          | 0     | 0     | —              | —              | 6      | 0      |
| 2011/12 | Perth Glory              | A-League   | 24         | 0          | 0     | 0     | —              | —              | 24     | 0      |
| 2012/13 | Perth Glory              | A-League   | 26         | 1          | 0     | 0     | —              | —              | 26     | 1      |
| 2013/14 | Perth Glory              | A-League   | 12         | 0          | 0     | 0     | —              | —              | 12     | 0      |
| 2014/15 | Perth Glory              | A-League   | 25         | 1          | 3     | 0     | —              | —              | 28     | 1      |
| 2015/16 | Perth Glory              | A-League   | 23         | 0          | 4     | 0     | —              | —              | 27     | 0      |
| 2016/17 | Perth Glory              | A-League   | 26         | 0          | 0     | 0     | —              | —              | 26     | 0      |
| 2017/18 | Western Sydney Wanderers | A-League   | 18         | 0          | 4     | 0     | —              | —              | 22     | 0      |
| 2018/19 | Western Sydney Wanderers | A-League   | 10         | 0          | 3     | 0     | —              | —              | 13     | 0      |
| 2019/20 | Western United           | A-League   | 23         | 1          | 0     | 0     | —              | —              | 23     | 1      |
| 2020/21 | Western United           | A-League   | 3          | 0          | 0     | 0     | —              | —              | 3      | 0      |
| 2021/22 | Western United           | A-League   | 21         | 0          | 1     | 0     | —              | —              | 22     | 0      |
| 2022/23 | Western United           | A-League   | 22         | 2          | 2     | 0     | —              | —              | 24     | 2      |
| 2023/24 | Western United           | A-League   | 21         | 1          | 3     | 0     | —              | —              | 24     | 1      |
| 2024/25 | Perth Glory              | A-League   | 0          | 0          | 0     | 0     | —              | —              | 0      | 0      |
| Totaal  | Totaal                   | Totaal     | 260        | 6          | 20    | 0     | 0              | 0              | 280    | 6      |

Bijgewerkt op 21 juli 2024.

## Interlandcarrière
Risdon maakte zijn debuut in het Australisch voetbalelftal op 17 november 2015, toen met 0–4 gewonnen werd van Bangladesh door drie doelpunten van Tim Cahill en een van Mile Jedinak. Hij mocht van bondscoach Ange Postecoglou in de basis starten en hij speelde de volledige negentig minuten mee. Risdon werd in mei 2018 door bondscoach Bert van Marwijk opgenomen in de voorselectie van Australië voor het wereldkampioenschap in Rusland.
| Interlands van Josh Risdon voor Australië | Interlands van Josh Risdon voor Australië | Interlands van Josh Risdon voor Australië | Interlands van Josh Risdon voor Australië | Interlands van Josh Risdon voor Australië | Interlands van Josh Risdon voor Australië | Interlands van Josh Risdon voor Australië |
| №                                         | Datum                                     | Wedstrijd                                 | Uitslag                                   | Competitie                                | Goals                                     |                                           |
| Als speler bij Perth Glory                | Als speler bij Perth Glory                | Als speler bij Perth Glory                | Als speler bij Perth Glory                | Als speler bij Perth Glory                | Als speler bij Perth Glory                | Als speler bij Perth Glory                |
| ----------------------------------------- | ----------------------------------------- | ----------------------------------------- | ----------------------------------------- | ----------------------------------------- | ----------------------------------------- | ----------------------------------------- |
| 1                                         | 17 november 2015                          | Bangladesh – Australië                    | 0 – 4                                     | WK 2018 kwalificatie                      |                                           |                                           |
| 2                                         | 29 maart 2016                             | Australië – Jordanië                      | 5 – 1                                     | WK 2018 kwalificatie                      |                                           |                                           |
| 3                                         | 27 mei 2016                               | Engeland – Australië                      | 2 – 1                                     | Vriendschappelijk                         |                                           |                                           |
| Als speler bij Western Sydney Wanderers   |                                           |                                           |                                           |                                           |                                           |                                           |
| 4                                         | 5 oktober 2017                            | Syrië – Australië                         | 1 – 1                                     | WK 2018 kwalificatie                      |                                           |                                           |
| 5                                         | 10 november 2017                          | Honduras – Australië                      | 0 – 0                                     | WK 2018 kwalificatie                      |                                           |                                           |
| 6                                         | 27 maart 2018                             | Colombia – Australië                      | 0 – 0                                     | Vriendschappelijk                         |                                           |                                           |
| 7                                         | 1 juni 2018                               | Australië – Tsjechië                      | 4 – 0                                     | Vriendschappelijk                         |                                           |                                           |
| 8                                         | 6 juni 2018                               | Hongarije – Australië                     | 1 – 2                                     | Vriendschappelijk                         |                                           |                                           |
| 9                                         | 16 juni 2018                              | Frankrijk – Australië                     | 2 – 1                                     | WK 2018                                   |                                           |                                           |
| 10                                        | 21 juni 2018                              | Denemarken – Australië                    | 1 – 1                                     | WK 2018                                   |                                           |                                           |
| 11                                        | 26 juni 2018                              | Australië – Peru                          | 0 – 2                                     | WK 2018                                   |                                           |                                           |
| 12                                        | 15 oktober 2018                           | Koeweit – Australië                       | 0 – 4                                     | Vriendschappelijk                         |                                           |                                           |
| 13                                        | 17 november 2018                          | Australië – Zuid-Korea                    | 1 – 1                                     | Vriendschappelijk                         |                                           |                                           |
| 14                                        | 6 januari 2019                            | Australië – Jordanië                      | 0 – 1                                     | AK 2019                                   |                                           |                                           |

Bijgewerkt op 21 juli 2024.

## Erelijst
| A-League | 1 | 2021/22 |